# Olga Kurylenko
Olha Kostyantynivna Kurylenko, poznatija kao Olga Kurylenko (ukr. Ольга Костянтинівна Куриленко) (Brdjansk, Ukrajina, 14. studenog 1979.) je ukrajinska glumica i model. Postala je popularna po ulozi Bondove djevojke u filmu Zrno utjehe.

## Životopis
Rodila se u Ukrajini, tada dijelu Sovjetskog Saveza, u siromašnoj obitelji. S trinaest godina postala je model, a tri godine kasnije odselila se u Pariz gdje je potpisala ugovor za modnu agenciju Madison. Uskoro se pojavila na naslovnicama brojnih uglednih modnih časopisa (Glamour, Elle, Vogue itd.). Godine 2005. debitirala je na filmu. Proboj na svjetsko tržište ostvarila je 2008. ulogom u filmu Zrno utjehe, jednom iz ciklusa filmova o tajnom agentu Jamesu Bondu.

## Filmografija
- L'Annulaire (2005.) ... Iris
- Paris, je t'aime (2006.) ... vampirica
- Le Porte-bonheur (2006.) (televizijski film) ... Sophia
- The Serpent (2006.) ... Sofia
- Suspectes (2007.) (TV mini-serija) ...
- Hitman (2007.) ... Nika Boronina
- Max Payne (2008.) ... Natasha Sax
- Zrno utjehe (2008.) ... Camille
- Kirot - The Assassin Next Door (2009.) ... Galia
- Centurion (2010.) ... Etain
- Tyranny (2010.) ... Mina Harud
- Land of Oblivion (2011.)
- Empires of the Deep (2011.)
- There Be Dragons (2011.)
- Untitled Terrence Malick Project (2011.)
- Singularity (2011.)
- RAD (2011.)
- Zaborav (2013.) ... Julia Rusakova
- The November Man (2014.) ... Alice Fournier/Mira Filipova
- Momentum (2015.)...Alexis Faraday